# 3-й флот (США)
Третій флот — оперативний флот ВМС США, в зону відповідальності якого входить східна частина Тихого океану — морська зона, прилегла до Тихоокеанського узбережжя США.
Флот був сформований адміралом Голсі 15 березня 1943, відтворений 1 лютого 1975. Найбільшими місцями базування флоту є військово-морські бази Сан-Дієго, Перл-Гарбор і Пойнт-Лома, а також база підводних човнів стратегічного призначення на Тихому океані Бангор.